# Мьолдрі (Риуге)
Мьолдрі (ест. Möldri) — село в Естонії, входить до складу волості Риуге, повіту Вирумаа.